# Verkehrsmuseum Nürnberg

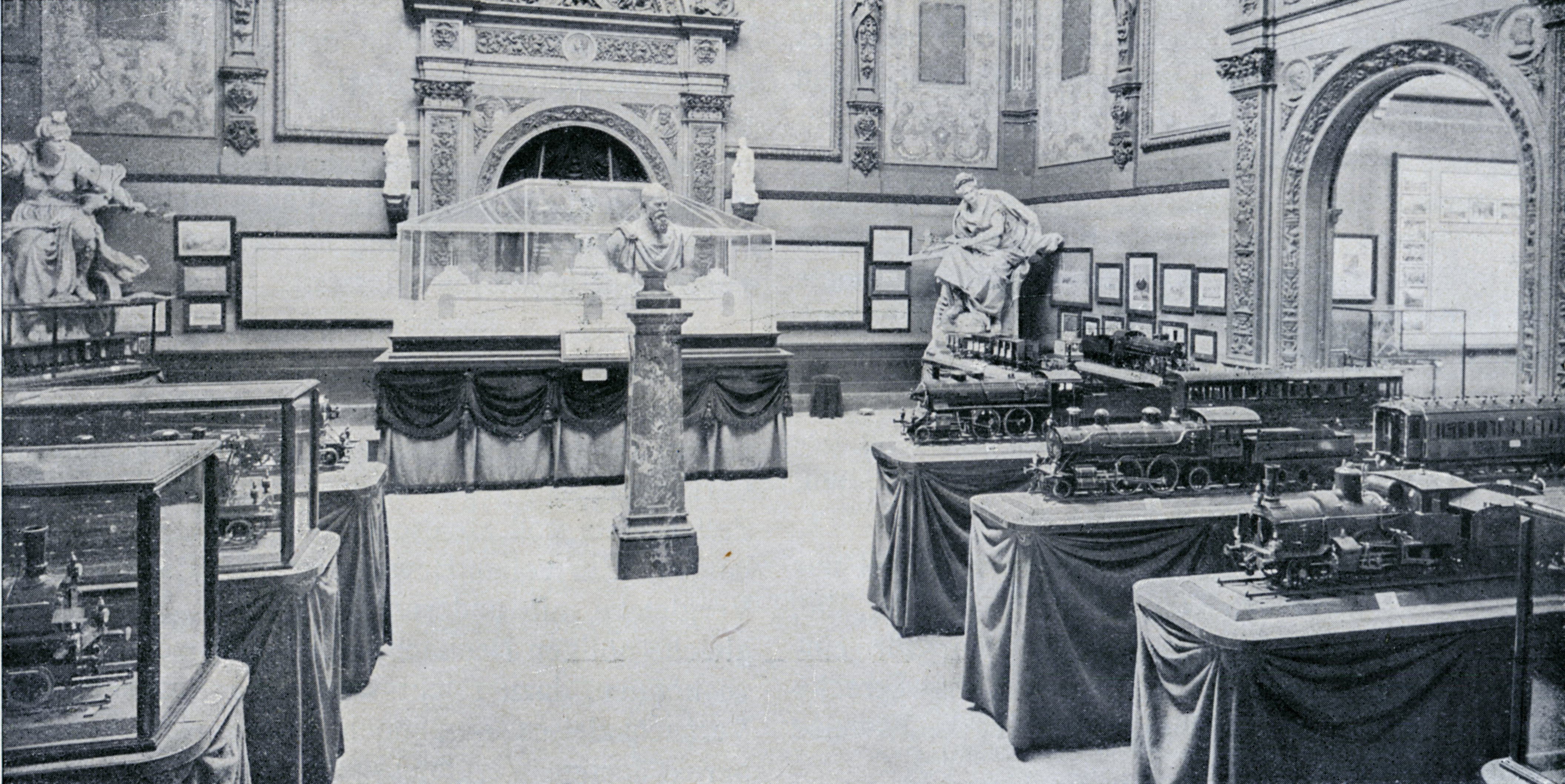
Eingangshalle des Verkehrsmuseums um 1910

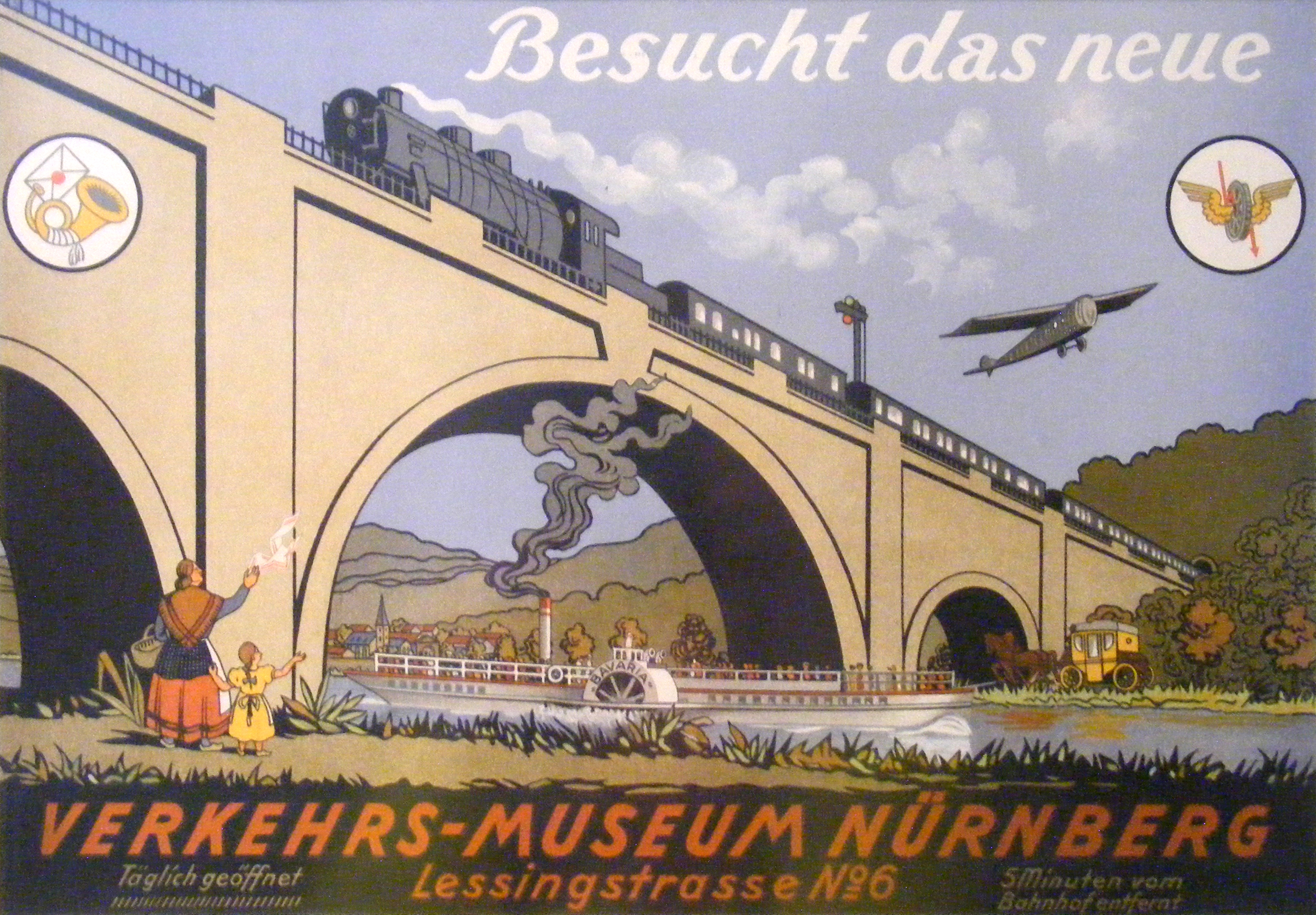
Werbung für den Museumsbesuch 1925

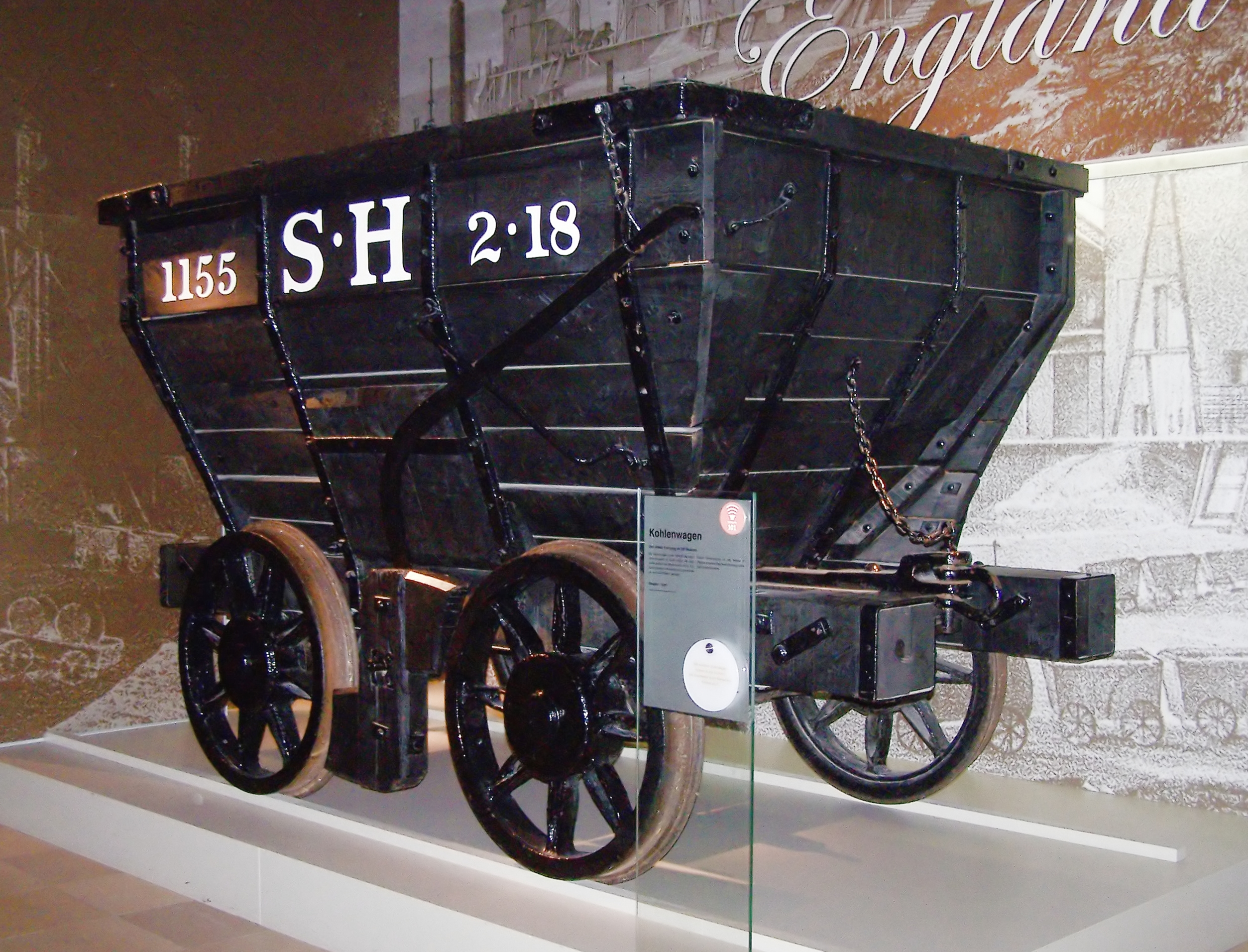
Kohlewagen von 1829 des englischen Kohlebergwerks in South Hetton, ältestes erhaltenes Eisenbahnfahrzeug außerhalb Großbritanniens

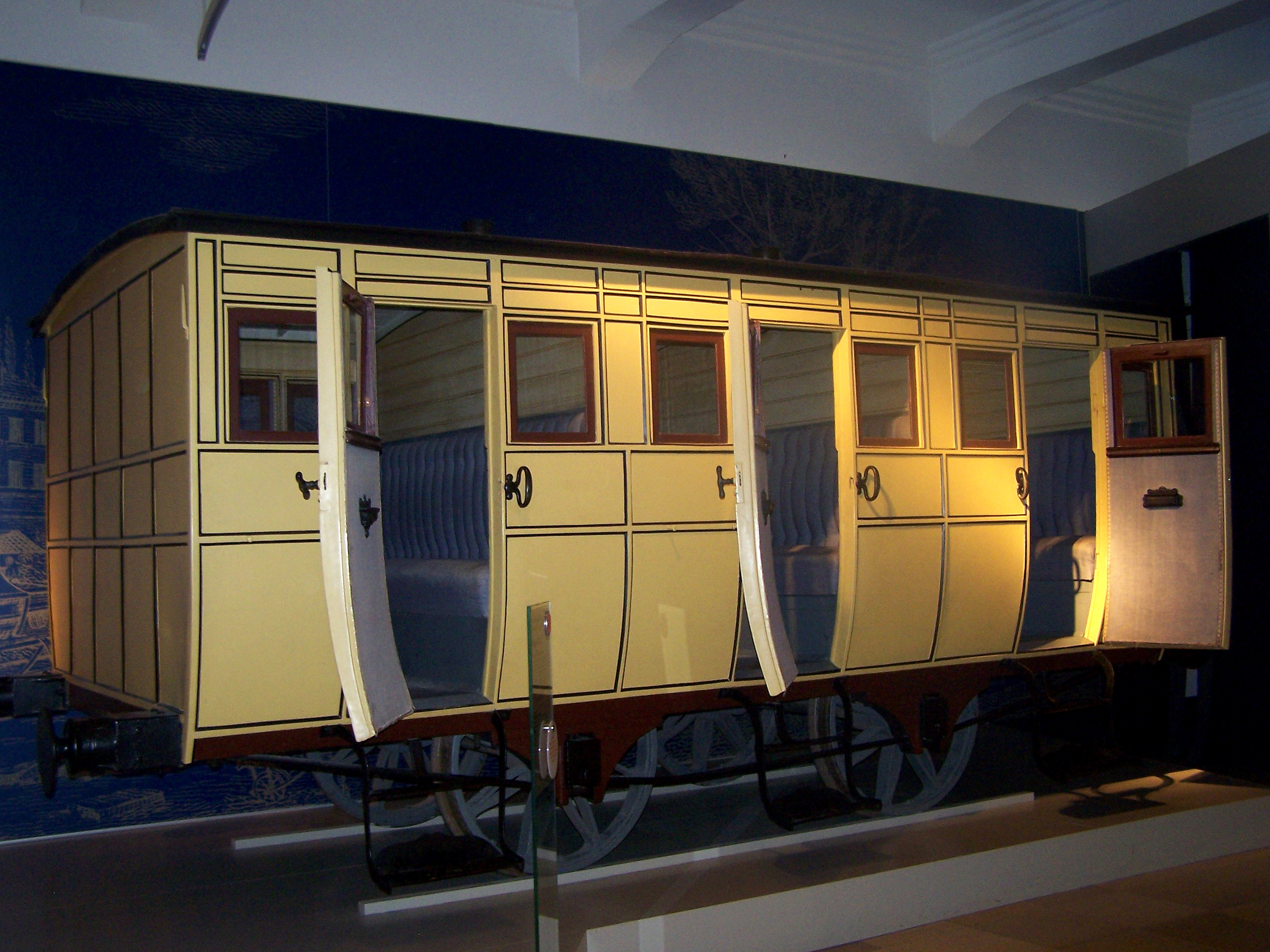
Wagen Nr. 8 der Bayerischen Ludwigsbahn von 1835, 2. Klasse, ältestes erhaltenes deutsches Eisenbahnfahrzeug

Das Verkehrsmuseum Nürnberg ist das Museum der Deutschen Bahn AG. Es betreibt zwei Außenstellen in Koblenz-Lützel (DB Museum Koblenz) und Halle (Saale) (DB Museum Halle). Das Verkehrsmuseum gehört zu den ältesten technikgeschichtlichen Museen in Europa und ist das älteste im deutschsprachigen Raum. Es ist ein Ankerpunkt der Europäischen Route der Industriekultur.
Im Hauptgebäude befindet sich auch das Museum für Kommunikation Nürnberg.

## Geschichte

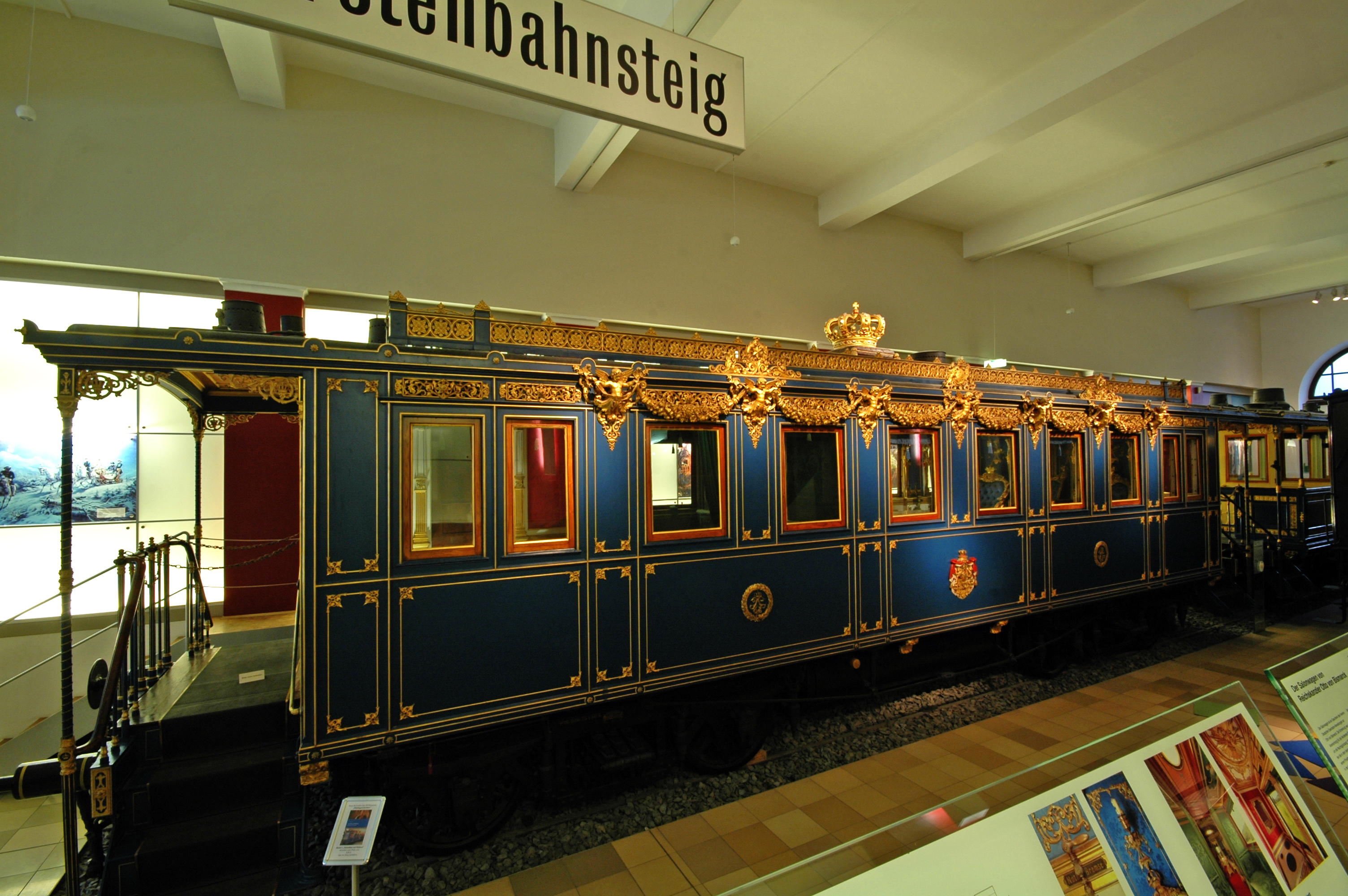
Salonwagen König Ludwigs II. von Bayern

### Königlich Bayerische Staatseisenbahnen
Die Anfänge des Museums waren bescheiden: In München richteten die Königlich Bayerischen Staatseisenbahnen 1882 ein kleines Museum für bayerische Eisenbahngeschichte ein. Es war zunächst nur für Bahnbeschäftigte zugänglich, ab 1885 wurde es für das allgemeine Publikum geöffnet – jeden Mittwochnachmittag von Mai bis Oktober. Zunächst wurden nur Modelle im Maßstab 1:10 ausgestellt. Diese Modelle entsprachen in Aussehen und Funktion dem Original. Dieser Weg wurde nach dem Umzug nach Nürnberg weiter beschritten.
Der geschichtsbewusste Nürnberger Bürgermeister Georg von Schuh konnte die eisenbahnhistorische Sammlung von München nach Nürnberg holen. Als ersten Standort überließ er der Bahnverwaltung unentgeltlich einen leerstehenden Ausstellungspavillon im Bereich der heutigen Norishalle am Marientorgraben. Am 1. Oktober 1899 wurde das Königlich Bayerische Eisenbahnmuseum in Nürnberg eröffnet.
1901 erfolgte die Umbenennung in Königlich Bayerisches Verkehrsmuseum, da eine neue Abteilung für Post und Telegrafie eröffnet wurde. Die Verbindung von Bahn- und Postmuseum spiegelt die damaligen staatlichen Verwaltungsstrukturen. In Bayern unterstanden die Eisenbahn sowie das Post- und Telegrafenwesen auch nach der Reichsgründung von 1871 als Reservatrecht weiterhin dem bayerischen Staat und wurden von einem Ministerium gemeinschaftlich verwaltet.
Das stetig wachsende Museum benötigte schon bald mehr Platz. Die Stadt Nürnberg half abermals, indem sie der Bahn unentgeltlich einen Bauplatz an der Lessingstraße überließ und einen Teil der Baukosten für das neue Museumsgebäude übernahm. 1911 wurde dafür ein Architektenwettbewerb durchgeführt. Der erste Spatenstich erfolgte im Sommer 1914. Kurz darauf unterbrach der Erste Weltkrieg die Bauarbeiten.

### Reichsbahn
1920 wurden die beiden Museumsabteilungen getrennt und unterschiedlichen Behörden zugeordnet, die Eisenbahnabteilung dem für die Deutsche Reichsbahn zuständigen Reichsverkehrsministerium, die Post- und Telegrafenabteilung dem Reichspostministerium. Beide Museen weiteten ihre Sammlung nun von der bayerischen auf die gesamtdeutsche Entwicklung aus.
Das neue Gebäude an der Lessingstraße wurde erst 1925 fertiggestellt und wies nun eine für die 1920er Jahre völlig veraltete Architektur auf. Der Neubau verfügte über 8000 m² Ausstellungsfläche, 6650 m² für die Bahn und 1350 m² für die Post und Telegrafie. Zum 22. April 1925 eröffnete das Museum. Dazu erschien ein Museumsführer und eine Festnummer der Zeitschrift Das Bayerland. Museumsleiter war in der Zeit der Weimarer Republik Oskar Böttinger.
1935 bekam das Museum im Zuge der Festveranstaltung 100 Jahre Deutsche Eisenbahnen mit dem Nachbau des ersten in Deutschland gefahrenen Zuges, dem „Adler“, und einigen zugehörigen Wagen der ersten, zweiten und dritten Klasse, ein besonderes Schaustück.
Nach Beginn des Zweiten Weltkriegs im September 1939 wurde das Museum geschlossen. Das Gebäude in der Lessingstraße erhielt bei Luftangriffen zwischen 1943 und 1945 mehrmals schwere Treffer. In den letzten Kriegstagen kam es zu Plünderungen.

### Deutsche Bundesbahn
Teile des Museums waren ab 1953 wiedereröffnet, aber erst in den 1960er Jahren wieder alle Räume zugänglich. Im ehemaligen „Schmuckhof“ wurde der „Adlersaal“ eingerichtet. Hier wurde der Nachbau präsentiert, auf einem Gleisstück die Lokomotive mit Tender, gegenüberliegend je ein Wagen der ersten und dritten Klasse. Die Exponate waren auf Pilzschienen mit sogenannten Chairs mit Pflasterung gemäß der ersten Oberbauausführung von 1835 zu sehen.
Organisatorisch unterstand die Bahnabteilung des Museums der Bundesbahndirektion Nürnberg. Im ersten Jahr wurden knapp 18.000 Besucher gezählt. 1969 lag die Zahl der Besucher bei mehr als 90.000.
1973 wurde ein von Alois Wünsche-Mitterecker 1954 für die Schalterhalle des (damals) neuen Empfangsgebäudes des Würzburger Hauptbahnhofs geschaffenes monumentales Wandbild im Foyer zum Vortragssaal angebracht. Es zeigt beherrschend eine Dampflokomotive, deren Inneres teilweise wie in einer technischen Zeichnung dargestellt ist. Die Lokomotive wird von mehreren Arbeiter-Figuren umgeben, die bei Tätigkeiten im Bereich der Bahn und der Schwerindustrie zu sehen sind. Die Kritik an dem Kunstwerk war in Würzburg vehement: Die Lokalpresse sprach von „Fratzengemälde“ und „Hohngebilden“ und störte sich an der Modernen Kunst. Die Deutsche Bundesbahn ließ das Bild deshalb bereits 1958 wieder abnehmen – angeblich weil sich durch Erschütterungen des Bahnverkehrs Platten gelöst hätten. Das Wandbild wurde im Verkehrsmuseum allerdings verändert montiert, weil weniger Platz zur Verfügung steht als in Würzburg. Die Lokomotive wird vollständig gezeigt, allerdings nur ein Teil der sie ehemals umgebenden Figuren. Farbliche Veränderungen wurden vorgenommen und das Bild füllt alle Wände des Raums, statt – wie ehemals in Würzburg – eine einzige große Fläche einzunehmen.
In den Jahren vor 1985 erhielt das Museum im Rahmen der Jubiläumsveranstaltung 150 Jahre Deutsche Eisenbahnen eine umfassende Neugestaltung und Erweiterung. Auch die zweite Fahrzeughalle kam hinzu. Der auch historisch sehr interessierte damalige Präsident der Bundesbahndirektion Nürnberg, Horst Weigelt, arbeitete an der neuen Konzeption mit. Das Museum wurde am 7. Dezember 1984 vom damaligen Bundesverkehrsminister Werner Dollinger eingeweiht.
Auch in der Folgezeit wurde das Museum weiter ausgebaut, 1986 um „Die Reichsbahn unter der NS-Diktatur“ ergänzt, 1987 die Ausstellung zur Deutschen Bundesbahn neu eröffnet. 1991–1993 kam das Freigelände mit dem alten Rangierstellwerk 7 des Nürnberger Rangierbahnhofs (Baujahr 1909) hinzu, 1993 wurde das ehemalige Stellwerk 2 von Nürnberg Hauptbahnhof in das Freigelände integriert.

### Deutsche Bahn
Am 1. Juli 1996 übernahm die Deutsche Bahn AG das Museum vom Bundeseisenbahnvermögen zum symbolischen Kaufpreis von 1 DM. Gleichzeitig übernahm Jürgen Franzke, zuvor Leiter des Museums Industriekultur in Nürnberg, nun die Leitung des DB-Museums. Die DB AG plante zu diesem Zeitpunkt, bis zum 100-jährigen Jubiläum des Museums sechs Millionen DM in das Museum zu investieren.
2009 besuchten 130.000 Menschen das Museum. Im August 2010 wurde mit rund 40.000 Besuchern ein neuer monatlicher Besucherrekord aufgestellt. Seit dem Jubiläumsjahr 1985 hatten nicht mehr so viele Menschen in einem Monat das DB-Museum besucht.
Zum 2. Mai 2011 übernahm Russalka Nikolov die Leitung von Jürgen Franzke. Ihre Nachfolge trat am 6. Juli 2017 Oliver Götze an, der zuvor als stellvertretender Direktor im Museum für Kommunikation Berlin tätig war.
Seit 1. April 2013 steht das Museum in der Trägerschaft der Deutsche Bahn Stiftung gGmbH.
2023 wurden rund 190.000 Besucher gezählt, der höchste Wert seit zehn Jahren.

### Brand vom 17. Oktober 2005

#### Brand

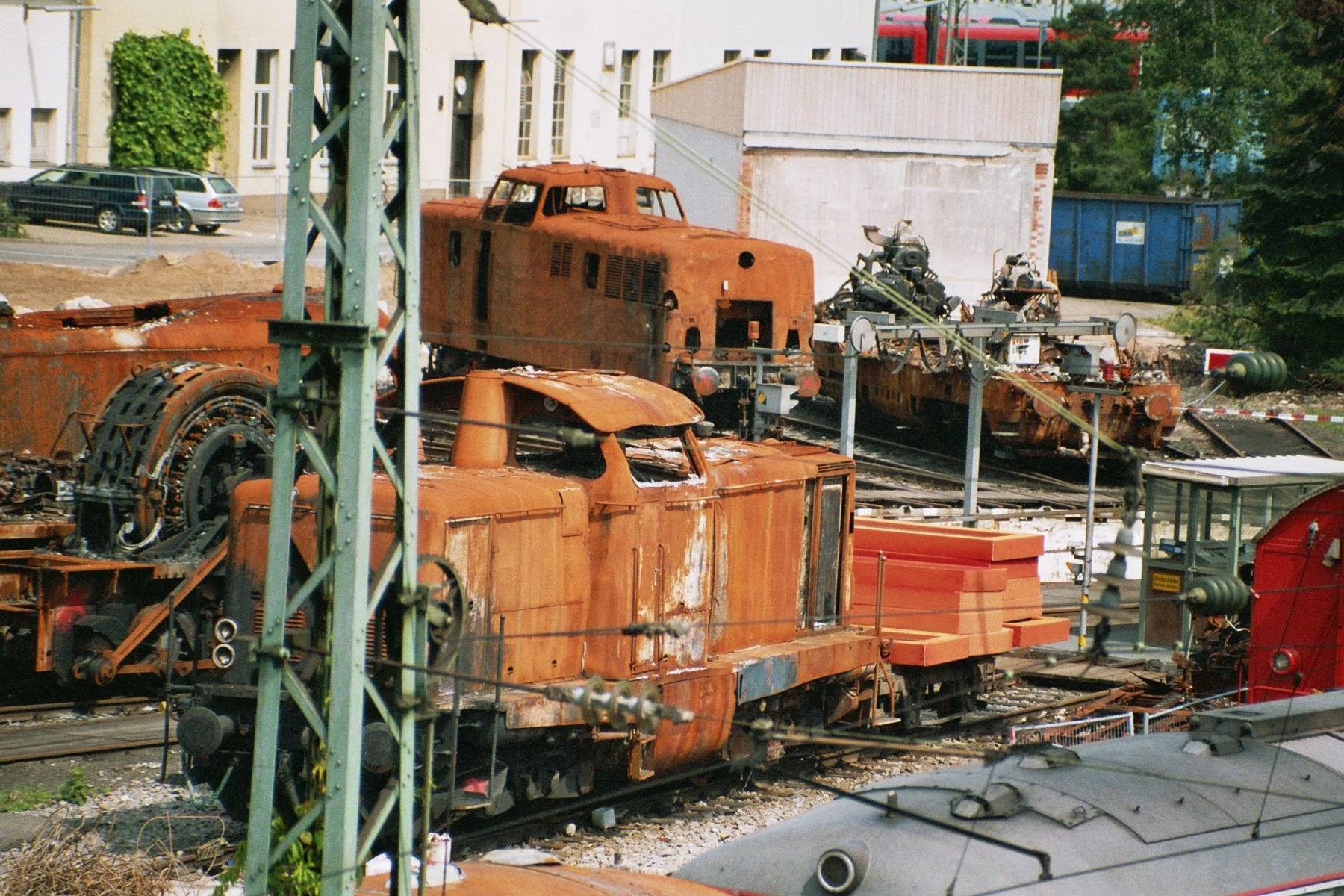
Überreste der ausgebrannten Loks im Lokschuppen Gostenhof

In der Nacht vom 17. auf den 18. Oktober 2005 brannte der Ringlokschuppen des Museums im Bahnbetriebswerk Nürnberg West im Stadtteil Gostenhof bis auf die Grundmauern nieder, den das Museum als Depot für nicht ausgestellte Fahrzeuge genutzt hatte.
Die vor dem Ringlokschuppen abgestellten Diesellokomotiven konnten noch bis zum Rand der Drehscheibe vorgefahren werden und erlitten daher nur leichte Schäden. Die Drehscheibe konnte nicht mehr in Betrieb genommen werden, da der Strom ausgefallen war. Die Fahrzeuge in der Halle konnten nicht mehr in Sicherheit gebracht werden. 30 Minuten, nachdem der Brand entdeckt worden war, stürzte bereits das Dach ein. Durch mit Ethin gefüllte Gasflaschen kam es immer wieder zu Explosionen. Das Feuer fand auch durch den Dieselkraftstoff in den Tanks der historischen Diesellokomotiven V 80 002 und die V 200 002 und die Kohle in den Kohlenkästen der 23 105 und der 86 457 reichlich Nahrung. Noch bis zum nächsten Morgen dauerten die Löscharbeiten.

#### Schäden
Bei dem Brand wurden insgesamt 19 historische Lokomotiven und Triebwagen aus dem Bestand des Museums zerstört oder beschädigt:
| Bezeichnung                              | Hersteller                       | Baujahr |
| ---------------------------------------- | -------------------------------- | ------- |
| Adler-Nachbau mit drei seiner vier Wagen | Ausbesserungswerk Kaiserslautern | 1935    |
| 01 150                                   | Henschel                         | 1935    |
| 23 105                                   | Jung                             | 1959    |
| 45 010                                   | Henschel                         | 1941    |
| 50 622                                   | Henschel                         | 1941    |
| 86 457                                   | DWM                              | 1942    |
| 89 801                                   | Krauss                           | 1921    |
| (98 319)                                 | Krauss                           | 1908    |
| E 75 09                                  | Maffei                           | 1928    |
| 360 115                                  | MaK                              | 1956    |
| 360 150                                  | MaK                              | 1957    |
| 360 151                                  | MaK                              | 1957    |
| V 80 002                                 | Krauss-Maffei                    | 1952    |
| V 100 1023                               | MaK                              | 1961    |
| V 100 2023                               | MaK                              | 1963    |
| V 100 2330                               | MaK                              | 1966    |
| V 200 002                                | Krauss-Maffei                    | 1953    |
| 627 001                                  | MaK                              | 1974    |

Ab Mitte April 2006 wurden die Reste des Ringlokschuppens und des angrenzenden Aufenthalts- und Werkstattgebäudes abgebrochen. Die abgestellten Wracks der Fahrzeuge waren zuvor herausgezogen worden. Ende Juni und Anfang Juli wurden die Fahrzeuge V 60 115, V 100 1023, V 100 2023, 212 330, V 80 002, V 200 002 und 627 001, zwei Bauzugwagen B3y, eine Messdraisine und ein Flachwagen verschrottet.

#### Aufarbeitung
Der betriebsfähige Nachbau des Adlers von 1935 wurde beim Brand stark beschädigt. Die Aufbauten der drei im Lokschuppen abgestellten Personenwagen, die aus Holz bestanden, sind nahezu vollständig verbrannt. Die Lokomotive und der Tender konnten geborgen werden. Im Dampflokwerk Meiningen konnte die Lok in zweijähriger Arbeit wiederhergestellt werden und traf einsatzbereit am 23. November 2007 wieder im Verkehrsmuseum Nürnberg ein. An der ersten Fahrt des restaurierten Adlers am 26. April 2008 nahmen Bundestagsabgeordnete, ein Vorstandsmitglied der DB AG und der damalige bayerische Ministerpräsident Günther Beckstein teil.
Die 45 010 ist mittlerweile wieder ausstellungsfähig aufgearbeitet und steht im Depot Lichtenfels des DB Museums. Die schwer beschädigte Elektrolokomotive E 75 09 befindet sich im Dampflokwerk Meiningen zur Aufarbeitung.
Als Nächstes wird die schwere Güterzugdampflok 50 622 nach Nürnberg von der Aufarbeitung zurückkehren.
Die 01 150 wurde im Dampflokwerk Meiningen, finanziert durch Spenden vieler Eisenbahnfreunde, von 2010 bis 2012 betriebsfähig instand gesetzt. Sie wird im Süddeutschen Eisenbahnmuseum Heilbronn beheimatet sein. Die Dampflokomotiven sollen langfristig wieder instand gesetzt werden. Einige Loks wurden zur Aufarbeitung an Eisenbahnmuseen ausgeliehen. So gingen zum Beispiel die 23 105, die 1959 von der Deutschen Bundesbahn als letzte Dampflok beschafft wurde, und die 86 457 zur optischen Aufarbeitung leihweise ebenfalls an das Süddeutsche Eisenbahnmuseum Heilbronn.

## Ausstellung

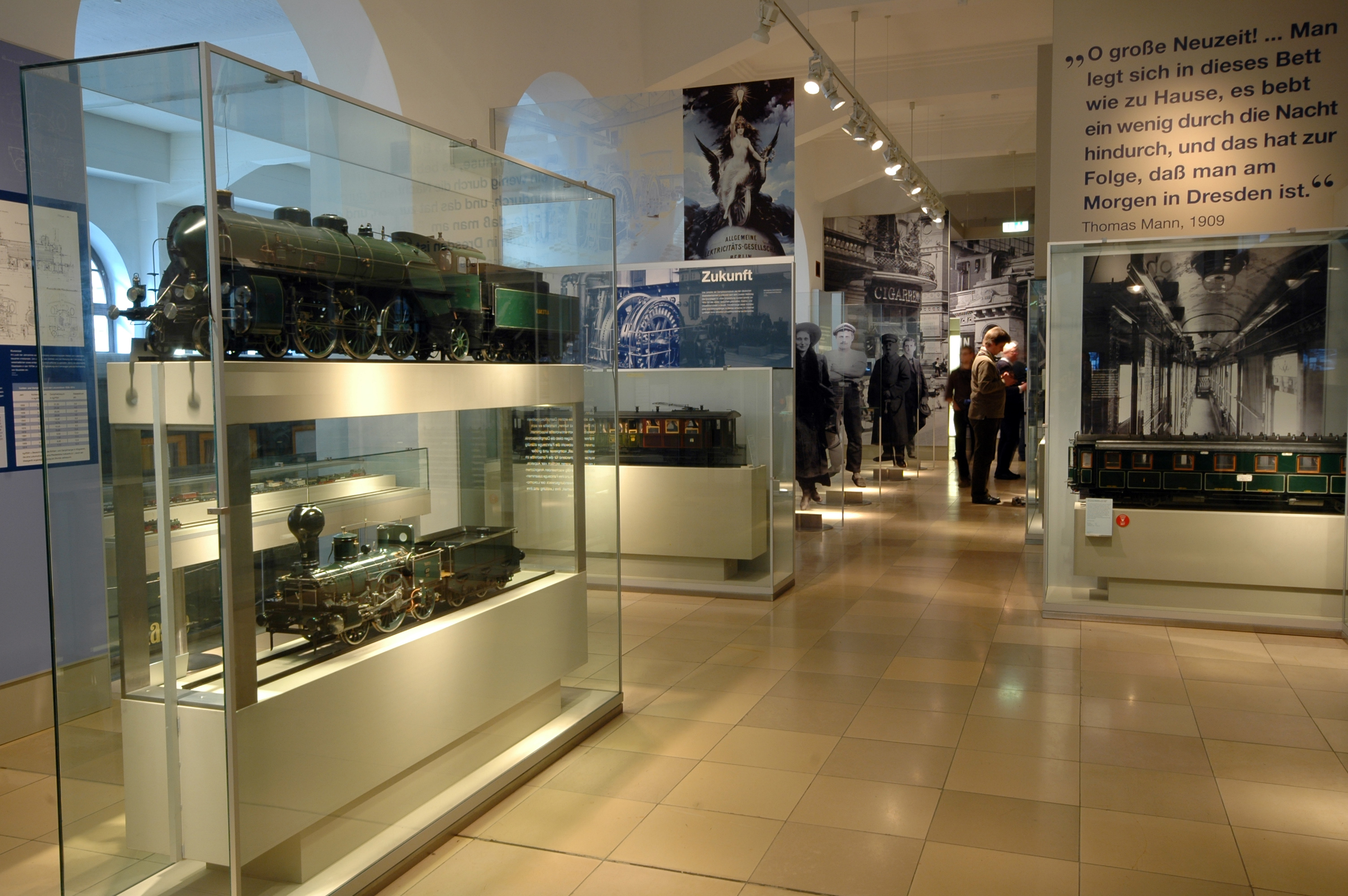
Sicht auf einen Teil der Dauerausstellung aus dem Abschnitt Länderbahnzeit mit einigen der 1:10-Modelle des Museums

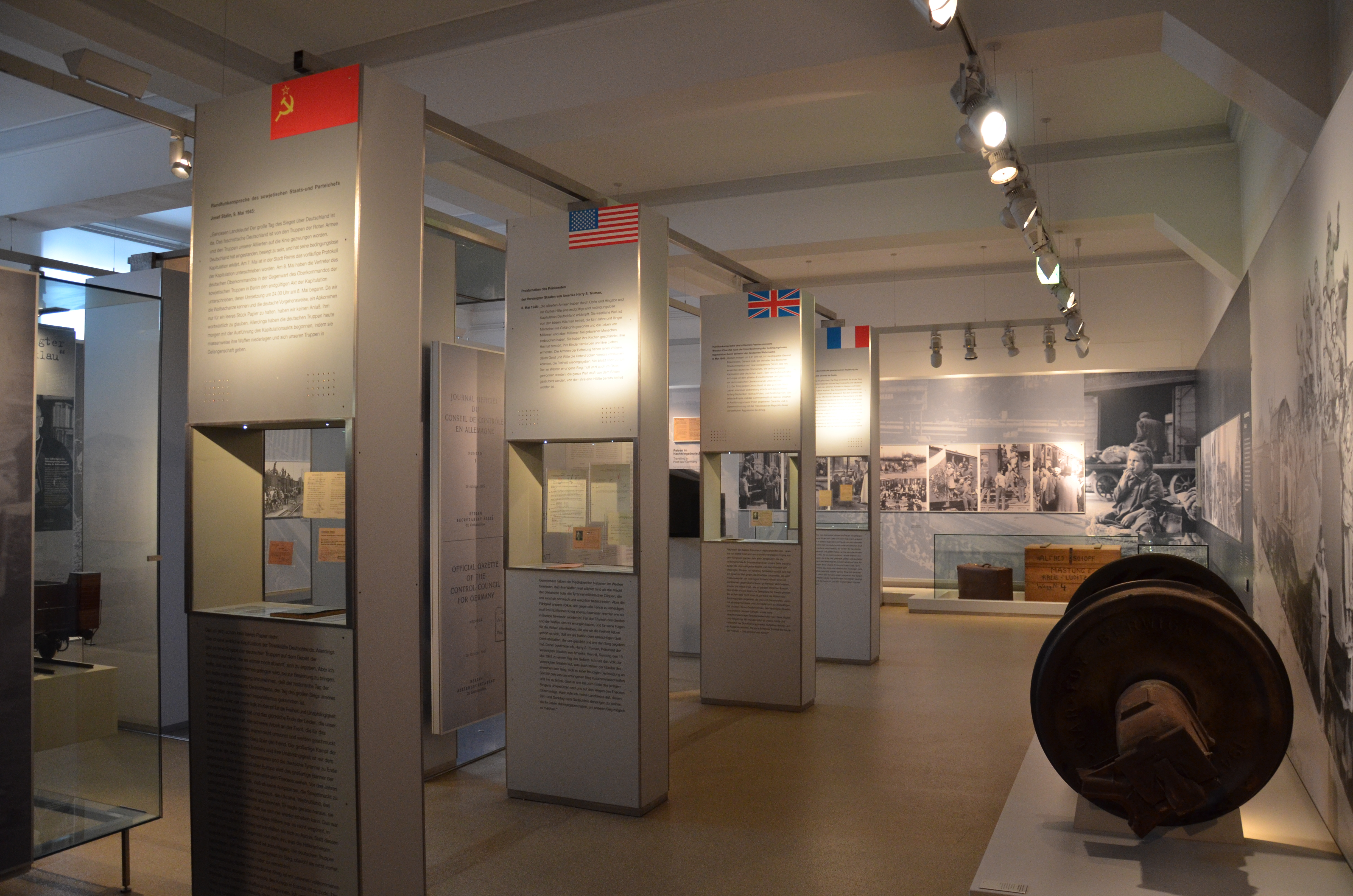
Sicht auf einen Teil der Dauerausstellung aus dem Abschnitt Wiederaufbau nach dem Zweiten Weltkrieg

Die Dauerausstellung präsentiert sich in zeitlicher Folge, so dass Besucher von den Anfängen mit dem Adler bis hin zur deutschen Wiedervereinigung geführt werden. Dabei beginnt die Darstellung mit England, weil dort die ersten dampfgetriebenen Eisenbahnen fuhren. Danach wird im Wesentlichen nur noch mit deutschen Ausstellungsstücken gearbeitet. Die Ausstellung im Erdgeschoss behandelt die Länderbahnzeit, die Zeit der Deutschen Reichsbahn und führt bis zum Ende der Zeit des Nationalsozialismus. Im ersten Stockwerk geht es um die Bahn nach dem Zweiten Weltkrieg. Hier werden die Geschichte der Deutschen Bundesbahn und der Deutschen Reichsbahn in der DDR in zwei Ausstellungen präsentiert. Dazwischen befindet sich eine Ausstellung über Bahnhofsgeschichte, die wegen des fest eingebauten, dazugehörenden Fürstenzimmers aus dem ersten Nürnberger Staatsbahnhof nicht an eine andere Stelle versetzt werden konnte, sowie die große Eisenbahnmodellanlage, die durch ein echtes Spurplan-Stellwerk manuell bedient wird.
Seit Januar 2013 befindet sich im zweiten Stockwerk auf über 1000 m² das KIBALA (Kinder-Bahnland). Hier sollen Kinder mit Spaß erforschen, entdecken und ausprobieren, wie Eisenbahn funktioniert. Mit einer 5-Zoll-Bahn kann unter Leitung eines Museums-Mitarbeiters ein Rundkurs durch das KIBALA gefahren werden. Im zweiten Stockwerk gibt es seit dieser Zeit zudem zwei Räume für Sonderausstellungen.
Originalfahrzeuge sind auf zwei Fahrzeughallen verteilt. Die alten Fahrzeuge sowie ein Segment und Vorführmodell eines Endwagens des ICE 3 befinden sich in der Halle 1. Die neueren Fahrzeuge aus der Reichsbahnzeit und später sind in der Fahrzeughalle 2 ausgestellt. Die Halle 2 liegt auf dem Gelände der ehemaligen Bundesbahndirektion Nürnberg. Besucher müssen, um sie zu erreichen, die Sandstraße überqueren. Durch die Fahrzeughalle 2 führt der Weg zum Freigelände, wo neben Fahrzeugen Original-Stellwerke mit den zugehörigen Signalanlagen aus verschiedenen Epochen zu besichtigen sind. Dort sind der Dampfkessel der 01 150, eine alte Bahnsteiganlage sowie Informationen über die Geschichte der Schienen, Schwellen und deren Befestigungen zu sehen. Im zugänglichen Schau-Depot finden sich weitere Exponate wie Puffer, Motoren und Stellwerkteile.

### Fahrzeuge im Museum

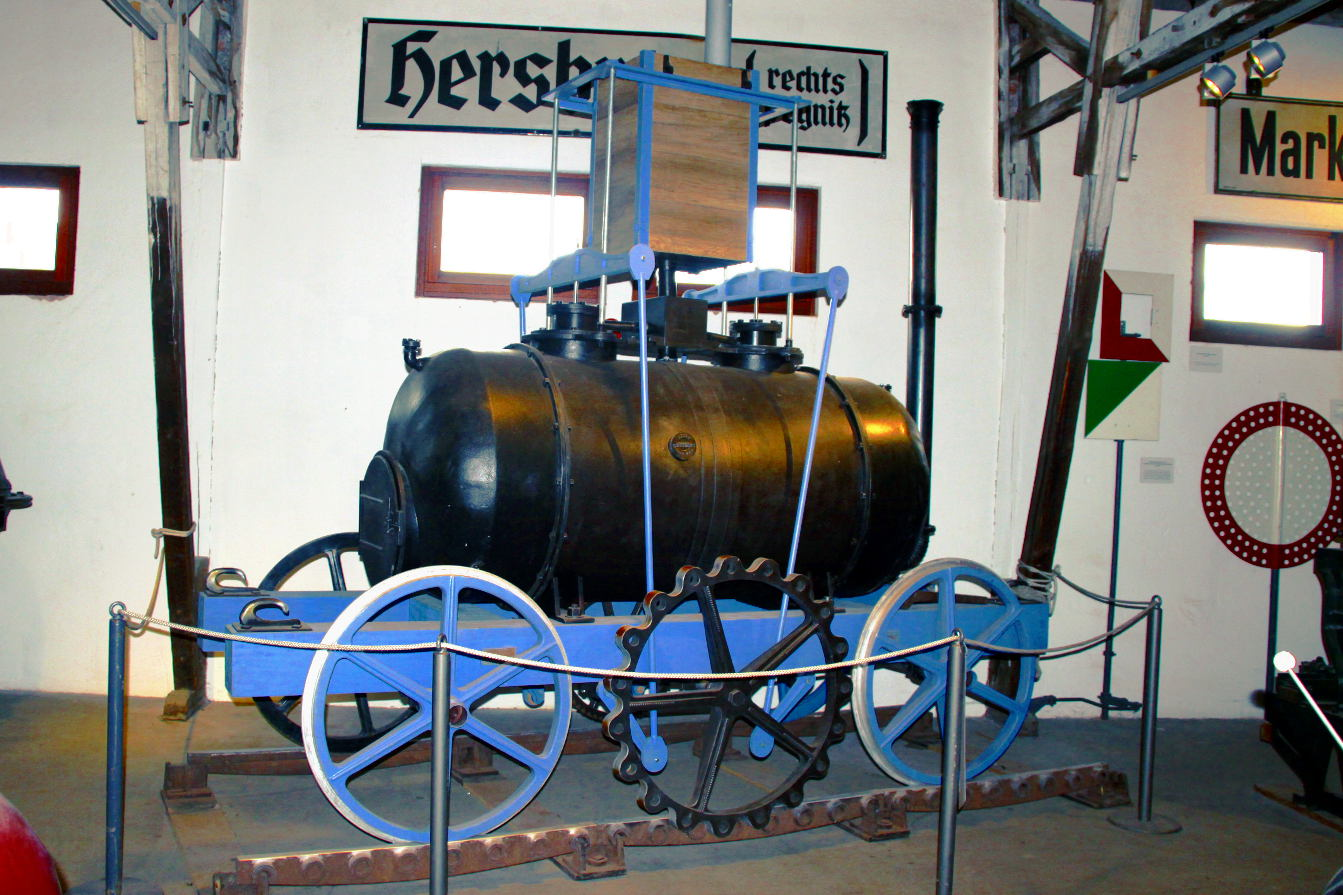
Nachbau des Geislauterner Dampfwagens von 1815 im Schaudepot

Nur ein kleiner Teil der Schienenfahrzeuge im Bestand des Museums werden in Nürnberg ausgestellt. Der Großteil ist an andere Museen ausgeliehen, magaziniert oder wird in den Außenstandorten präsentiert. Ausgestellte Exponate sind:
- Salonwagen König Ludwigs II. von Bayern
- Terrassenwagen König Ludwigs II. von Bayern
- Salonwagen von Otto von Bismarck
- Ein Original-Kohlewagen aus dem Jahr 1829 (Dauerleihgabe vom National Railway Museum York) aus dem Kohlebergwerk South Hetton bei Newcastle in England, es ist das älteste erhaltene Eisenbahnfahrzeug auf dem europäischen Festland. Der Güterwagen wurde sowohl von Pferden als auch von Lokomotiven gezogen.
- Wagen Nr. 8 der Bayerischen Ludwigsbahn, ältestes erhaltenes Eisenbahnfahrzeug Deutschlands
- Die älteste im Original erhaltene Dampflokomotive Deutschlands Nordgau (Baujahr 1853)
- Die bayerische Schnellzuglokomotive S 2/6
- Die Stromlinienlokomotive 05 001
- Die Schnellzuglokomotive „Phoenix“ Bauart „Crampton“ der Badischen Staatsbahn (Baujahr 1863)
- Die Personenzuglokomotive 38 2884
- Ein Fragment des Dieseltriebwagens SVT 877 „Fliegender Hamburger“
- Ein Segment und Vorführmodell eines Endwagens des ICE 3

Bis 2014 war auch die Elektrolokomotive E 19 12 – eine von nur zwei erhaltenen Maschinen dieser Baureihe – im Museum ausgestellt. Sie trägt noch das nationalsozialistische Hoheitszeichen. Nachdem 2011 ein griechischer Polizist sich vor der Lok mit einem Hitlergruß hatte fotografieren lassen, ließ die Museumsleitung die Lok aus der Ausstellung entfernen. Sie ist seitdem für die Öffentlichkeit unzugänglich in einem Depot des Nürnberger Rangierbahnhofs abgestellt.

### Fahrzeugschau „Adler, Rocket & Co“ 2010
Anlässlich des 175-jährigen Jubiläums der Eisenbahn in Deutschland zeigte das Museum vom 6. August bis zum 31. Oktober 2010 die Fahrzeugschau Adler, Rocket & Co., in der Pionierlokomotiven aus ganz Europa zu sehen waren:
| Bezeichnung | Baujahr Original | Baujahr Nachbau | Herkunft           | Bahngesellschaft                          | Besonderheit | Bild |
| ----------- | ---------------- | --------------- | ------------------ | ----------------------------------------- | --- | ---- |
| Rocket      | 1829             | 1935            | England            | Liverpool and Manchester Railway          | Gewinner des Rennens von Rainhill von George und Robert Stephenson                                                                                    |      |
| Novelty     | 1829             | 1980            | England / Schweden | St Helens and Runcorn Gap Railway         | Lokomotive von John Braithwaite und John Ericsson für das Rennen von Rainhill                                                                         |      |
| Sans Pareil | 1829             | 1980            | England            | Liverpool and Manchester Railway          | Lokomotive von Timothy Hackworth für das Rennen von Rainhill                                                                                          |      |
| Marc Seguin | 1829             | 1987            | Frankreich         | –                                         | Lokomotive von Marc Seguin mit großen Ventilatoren im Tender                                                                                          |      |
| Adler       | 1835             | 1950            | England            | Ludwigseisenbahn                          | Erste Lokomotive in Deutschland, gebaut in Newcastle von George und Robert Stephenson                                                                 |      |
| Saxonia     | 1838             | 1989            | Deutschland        | Leipzig-Dresdner Eisenbahn-Compagnie      | Erste in Deutschland gebaute Lokomotive |      |
| Beuth       | 1844             | 1912            | Deutschland        | Berlin-Anhaltische Eisenbahn-Gesellschaft | Erste in Deutschland von August Borsig konstruierte Lokomotive                                                                                        |      |
| Licaon      | 1851             | –               | Österreich         | Kaiser Ferdinands-Nordbahn                | Nach Umbau bis ca. 1937 im Einsatz, eine der ältesten betriebsfähigen Lokomotiven der Welt                                                            |      |
| Gamle Ole   | 1869             | 1929            | Schottland         | Jysk-Fyenske Jernbaner                    | Von Chaplin & Co. in Glasgow gebaute Rangierlokomotive, für den Rangierbetrieb im Hafen von Aarhus angeschafft, 1929 aus Originalteilen rekonstruiert |      |
| 05 001      | 1935             | –               | Deutschland        | Deutsche Reichsbahn                       | Schnellste deutsche Dampflok-Baureihe |      |
| 10 001      | 1956             | –               | Deutschland        | Deutsche Bundesbahn                       | Letzte in Deutschland von Krupp konstruierte Schnellzug-Dampflokomotive                                                                               |      |

### Modellsammlung
Ein weiterer Schatz des DB Museums ist die Sammlung von 160 Modellen im Maßstab 1:10, die seit Ende des 19. Jahrhunderts entstanden sind und durch hohe Detailgenauigkeit bestechen. Die ersten wurden 1882 von Lehrlingen der Königlich Bayerischen Staats-Eisenbahnen hergestellt.
Im Modellarium sind über 2000 detailgetreue Modelle vom Maßstab 1:5 bis 1:700 zu sehen.

### Modelleisenbahn

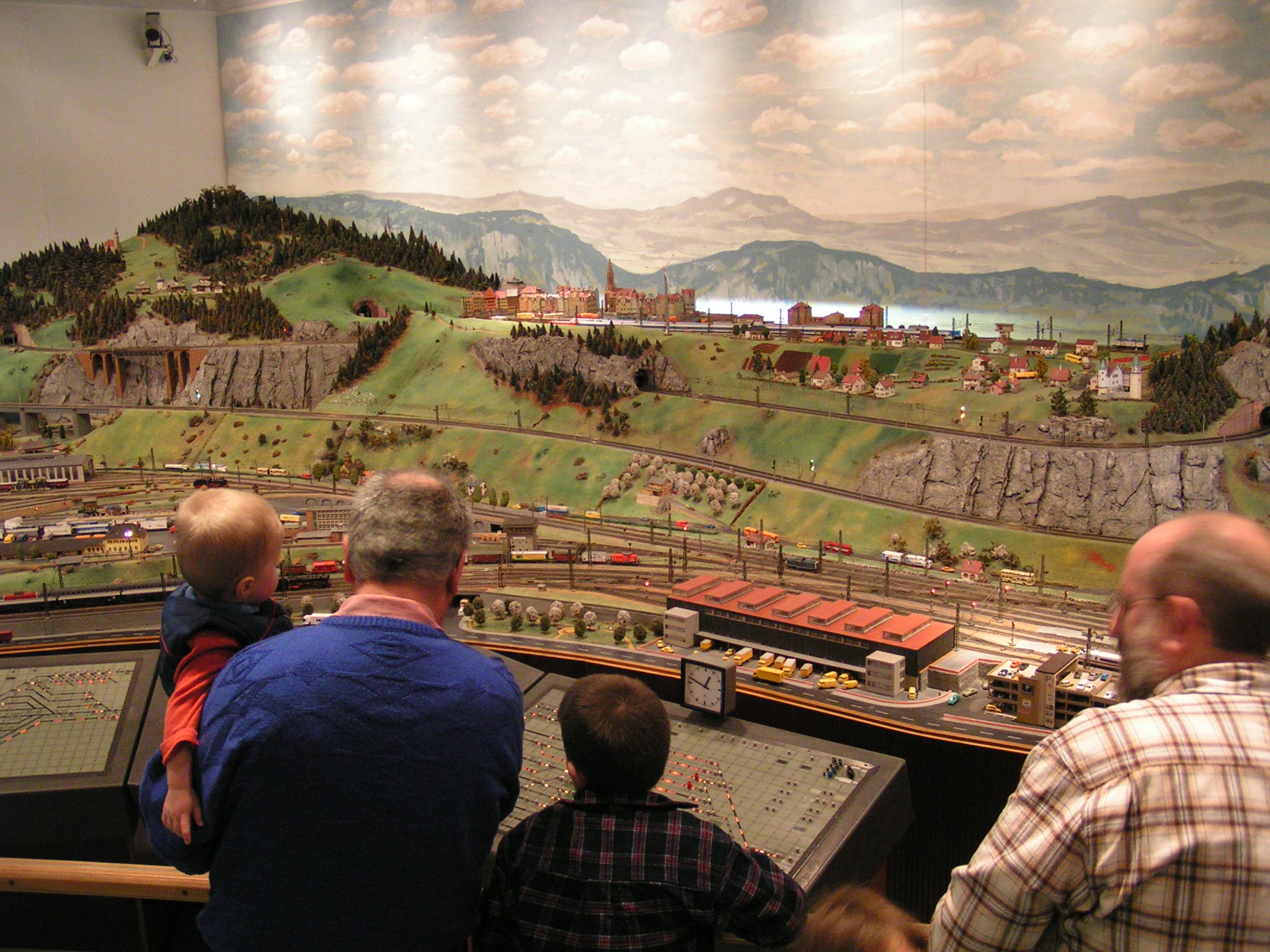
Modelleisenbahn im Museum Nürnberg

Eine 80 m² große Modellbahnanlage demonstriert den Bahnbetrieb beim Vorbild. Während der Öffnungszeiten findet stündlich, jeweils zur halben Stunde, eine etwa zehnminütige Vorführung mit Erläuterung von Grundbegriffen des Bahnbetriebs statt. Die zwischen 1960 und 1970 errichtete Anlage wird aus Relaisstellwerken mit insgesamt etwa 5000 Relais gesteuert.

### Bibliothek und Archiv

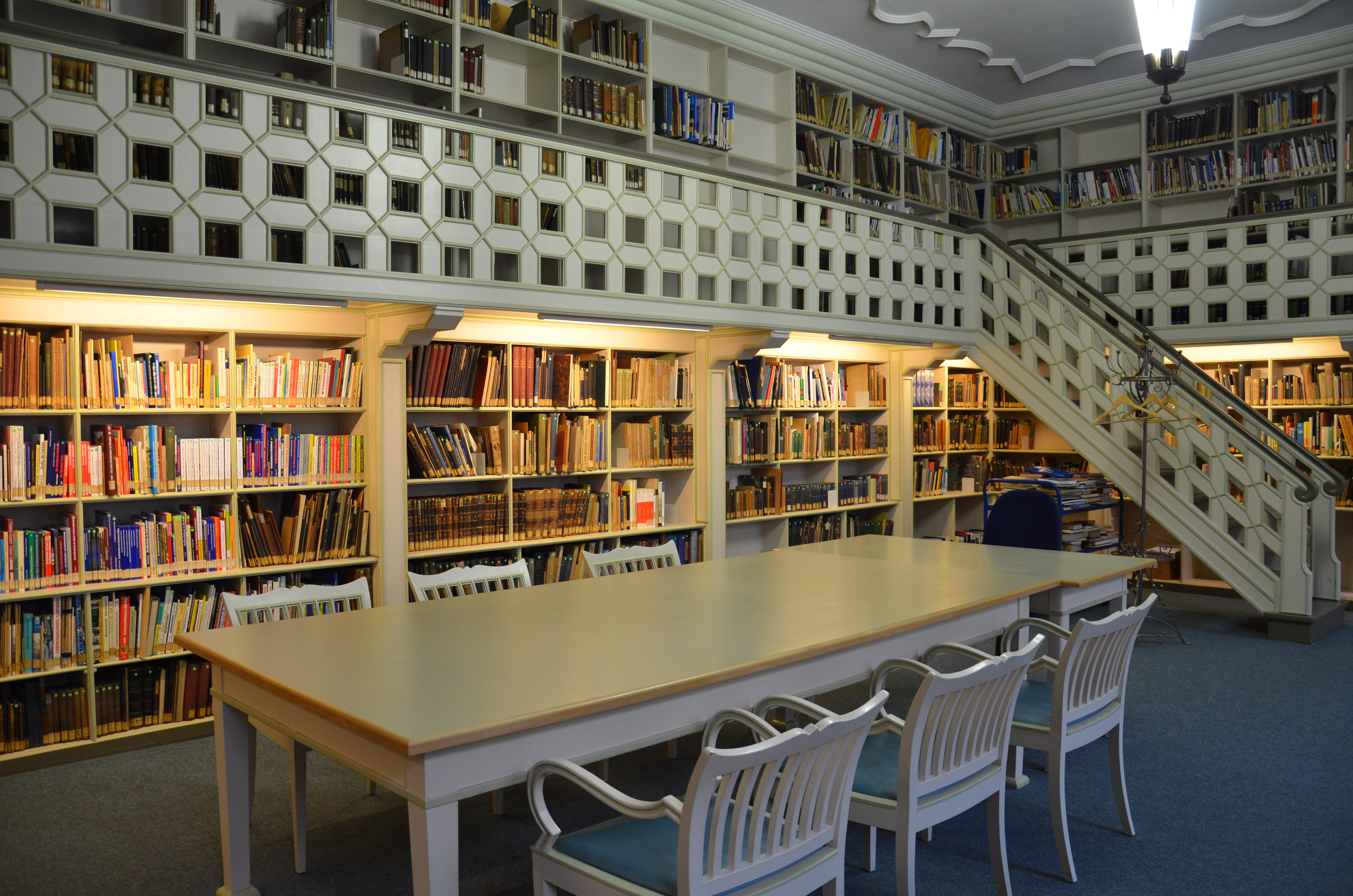
2. Bibliothekssaal, Ausstattung aus dem Jahre 1925

Im Gebäude des DB Museums ist eine Bibliothek mit etwa 40.000 Titeln rund um die Bahn untergebracht. Die Präsenzbibliothek kann werktags nach Anmeldung kostenlos genutzt werden. Eine Fernleihe ist nicht möglich.
In den Magazinen des Museums lagern vier Regalkilometer Dokumente, rund 1,2 Millionen Fotonegative, etwa 100.000 Grafiken und mehr als 10.000 Objekte. Mitte der 1960er Jahre umfasste die Bibliothek 23.000 Bände. Ihr angegliedert war ein Verkehrsarchiv, in dem die Akten der Bayerischen Verkehrsverwaltung aus den Jahren 1806 bis 1920 (rund 90.000 Vorgänge) gelagert wurden. Daneben umfasste das Archiv mehrere in sich geschlossene Sammlungen.

## Bunker-Leitstelle für den Bahnverkehr
Im Keller des Verkehrsmuseums wurde 1938 von der Deutschen Reichsbahn eine Bunker-Leitstelle für den Bahnverkehr eingerichtet (BASA-Bunker Nürnberg). Nach dem Zweiten Weltkrieg folgten mehrere Um- und Ausbauten, um den Bunker für einen möglichen Atomkrieg „tauglich“ zu machen. Die Anlage wurde zum ABC-Bunker und hätte nach dem Ausbruch eines Dritten Weltkrieges noch 14 Tage lang als Leitstelle für den Bahnverkehr dienen sollen. Von hier aus sollten die Regionen Ober-, Unter- und Mittelfranken sowie die Oberpfalz, Teile Niederbayerns und die Truppenübungsplätze Hohenfels, Hammelburg, Grafenwöhr und Wildflecken befehligt werden.

## Außenstellen des DB Museums
Neben den im Folgenden beschriebenen Stellen gehören dem Museum weitere Fahrzeuge, die wegen Platzmangel in bei der DB AG untergestellt sind und dort von örtlichen Gruppen des Bahnsozialwerks unterhalten und gelegentlich zu Sonderfahrten eingesetzt werden. Weitere Fahrzeuge sind in anderen Museen untergekommen, mit denen das DB Museum zusammenarbeitet. (Siehe auch: Liste in Deutschland vorhandener Dampflokomotiven)

### Außenstelle des DB Museums in Koblenz-Lützel

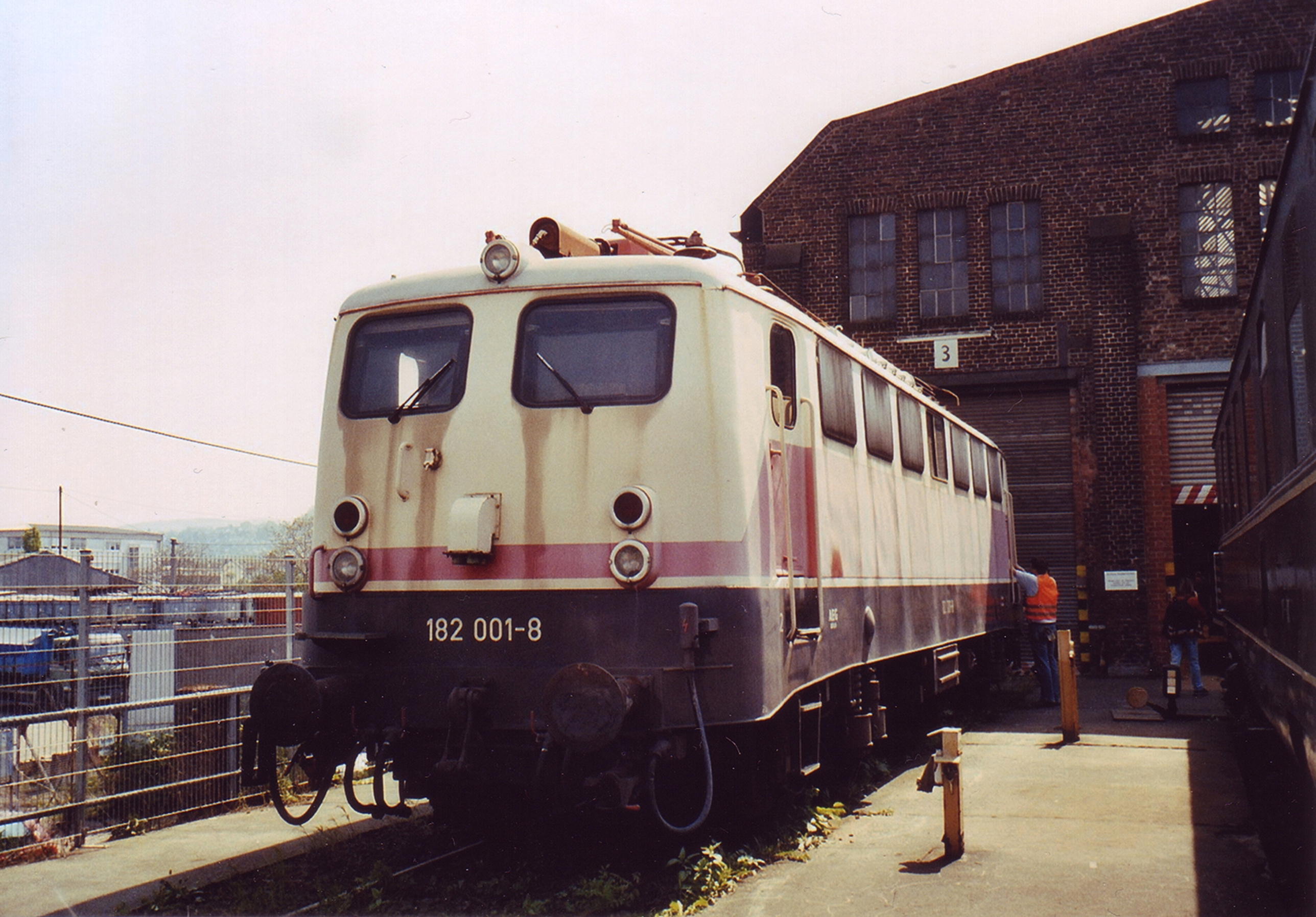
182 001-8 auf dem Freigelände

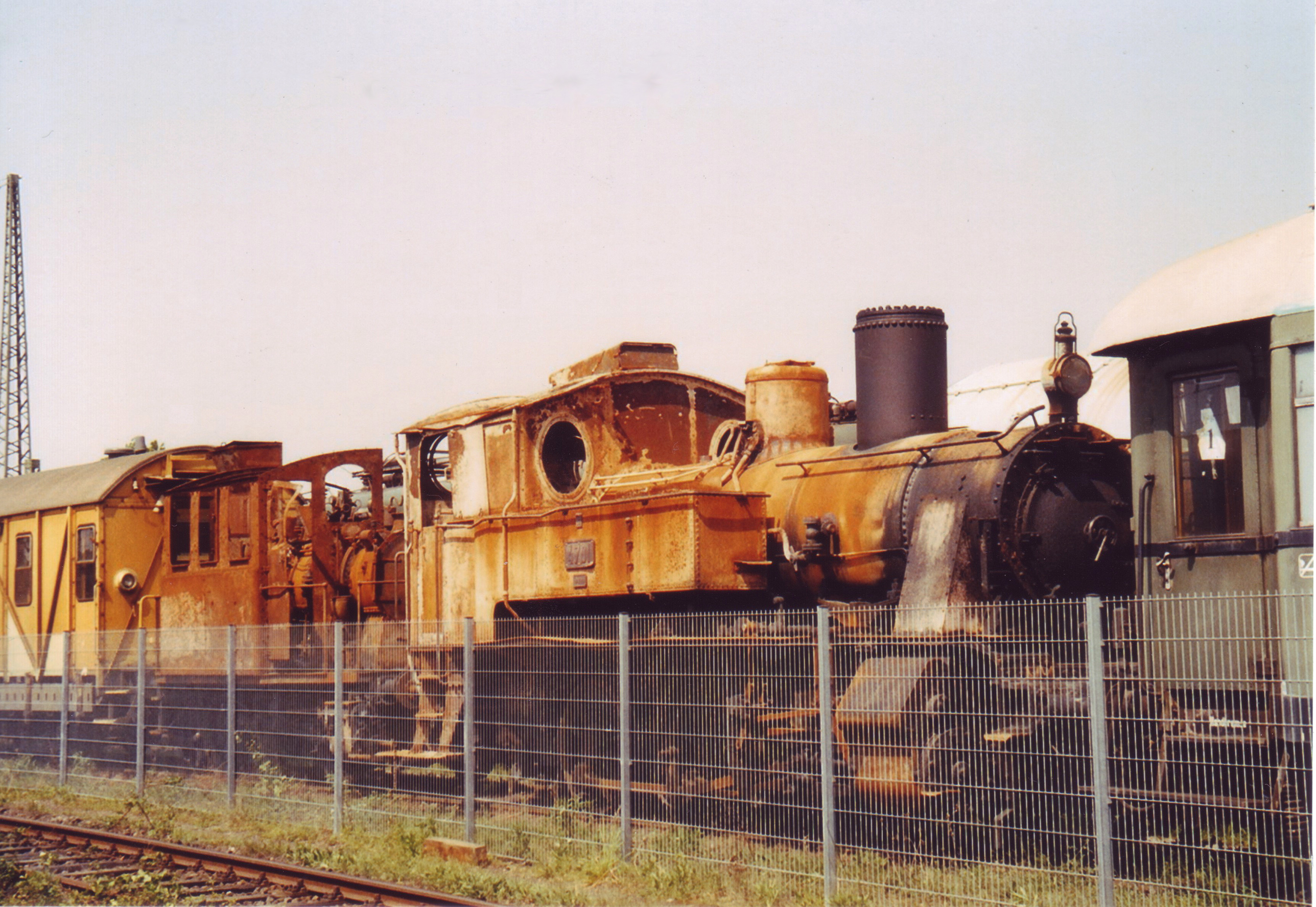
Bayerische R 3/3 und aufgeschnittener „Glaskasten“, beide bei dem Brand am 17. Oktober 2005 beschädigten Fahrzeuge wurden in Koblenz wieder aufgearbeitet

Im Koblenzer Stadtteil Lützel befindet sich eine der beiden Außenstellen des DB Museums, in der unter anderem mehrere Elektrolokomotiven der Baureihen 103, 110/113, E 50, E 44, E 18 und E 16 und mehrere Salonwagen des Sonderzugs von Joseph Goebbels, ein Kanzelwagen des Gegenzuges des Henschel-Wegmann-Zuges und ein Abteilwagen des DDR-Regierungszuges ausgestellt sind. Das Museum wird im Rahmen der Stiftung Bahn-Sozialwerk (BSW) von ehrenamtlichen Mitarbeitern geführt und hat seinen Ursprung in der BSW-Freizeitgruppe zur Erhaltung historischer Eisenbahnfahrzeuge.
Insgesamt liegt der Schwerpunkt der Ausstellung auf der elektrischen Traktion und auf Salonwagen. Zudem sind im Museum mehrere Dampf- und Diesellokomotiven ausgestellt. Darunter ist eine unter strengen Denkmalschutzauflagen restaurierte Dampflok der Gattung Preußische T 3 zu sehen, die über Jahrzehnte als Spielgerät auf dem Kinderspielplatz des Kölner Zoos stand.
Zwei beim Großbrand in Nürnberg beschädigte Dampflokomotivexponate wurden aufgearbeitet. Es handelt sich um eine Bayerische R 3/3 und um ein aufgeschnittenes Exemplar des „Glaskastens“.

### Außenstelle des DB Museums in Halle (Saale)
Das ehemalige Bahnbetriebswerk in Halle (Saale) ist die zweite Außenstelle des DB Museums. Gezeigt werden dort insbesondere Fahrzeuge der Deutschen Reichsbahn, darunter die Dampflokomotive 03 1010 sowie die Elektrolokomotiven E 11 001 und E 18 31. Außerdem befindet sich im Museum eine Dauerausstellung über die VES-M Halle und ihren Leiter Max Baumberg.

## Charter- und Touristikzüge
Das Verkehrsmuseum Nürnberg besitzt mehrere Wagengarnituren, die im Touristik- und Charterverkehr eingesetzt werden:
- TEE Rheingold mit Lokomotiven der DB-Baureihe E 03, Standort Koblenz-Lützel
- Traditions-Eilzug Zwickau, Standort Berlin
- Fernschnellzug Blauer Enzian, Standort Berlin
- Schnellzug der Deutschen Bundesbahn, Standort Düsseldorf
- Adler mit drei offenen Personenwagen, Standort Nürnberg

## Museum für Kommunikation

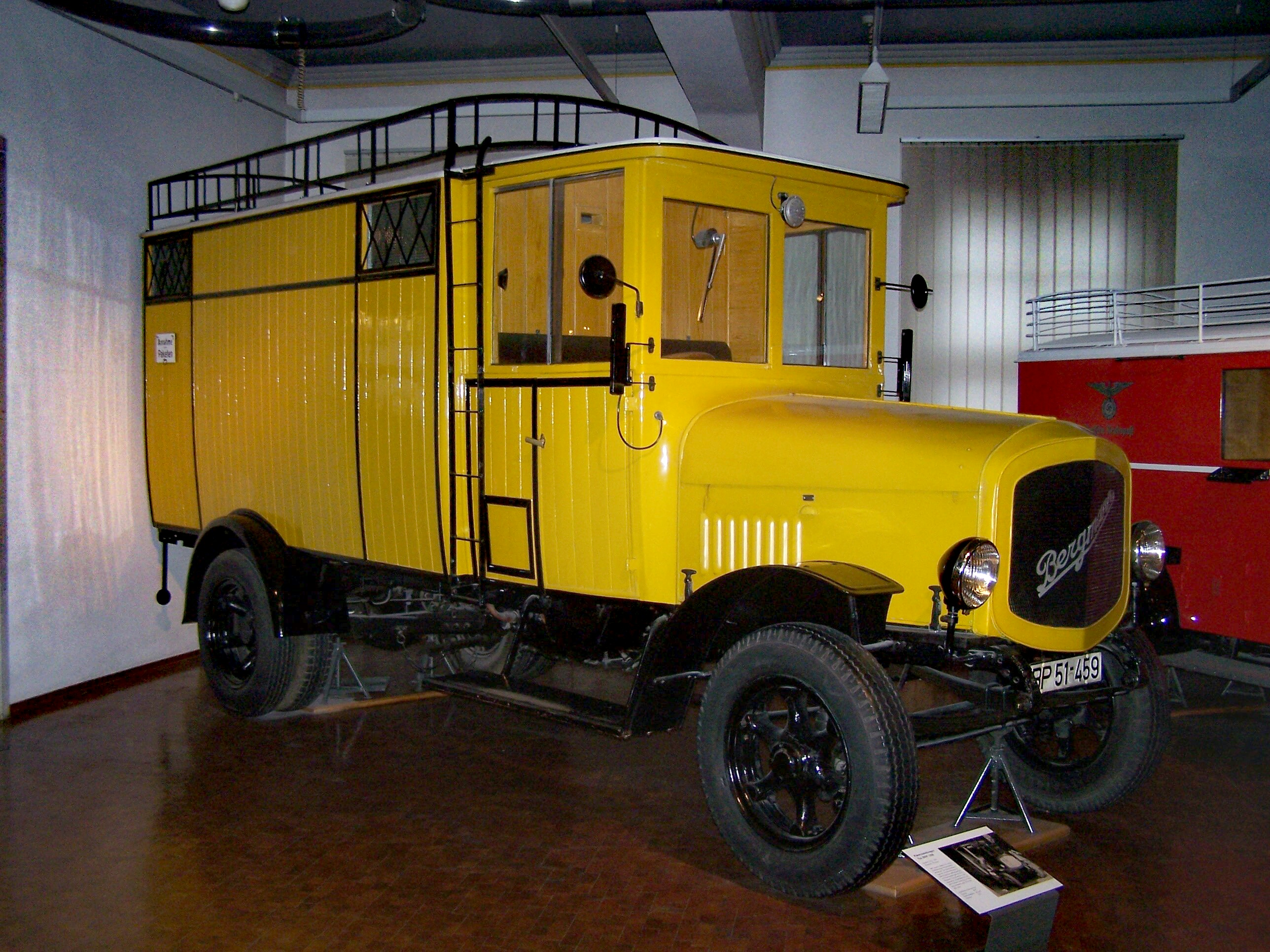
Bergmann-Paketzustell-Wagen mit Elektromotor, gebaut zwischen 1922 und 1927, Leistung 20 PS, Geschwindigkeit 20 km/h, Nutzlast 2,5 t, im Museum für Kommunikation

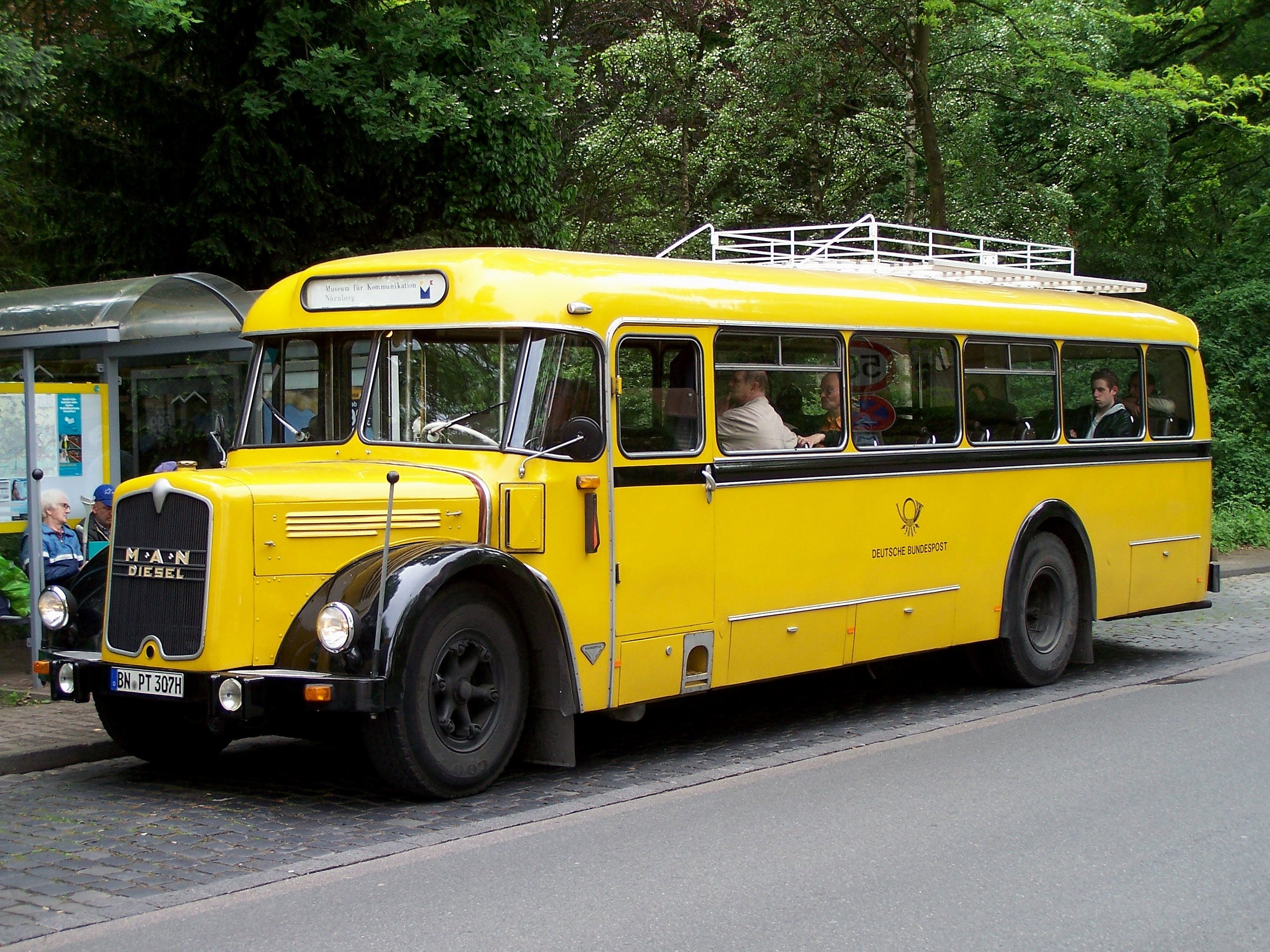
MAN-Postbus des Museums in Nürnberg auf Sonderfahrt in Frankfurt-Schwanheim

Im gleichen Gebäude ist im zweiten Stock das Museum für Kommunikation Nürnberg untergebracht, das aus dem königlich-bayerischen Postmuseum hervorging und 1902 in das Verkehrsmuseum integriert wurde.

## Film
- SWR: Eisenbahn-Romantik – 100 Jahre Verkehrsmuseum Nürnberg (Folge 347)